# Woman (Peter and Gordon)
Woman è una canzone di Peter and Gordon, composta da Paul McCartney, accreditato come Bernard Webb o A. Smith, a seconda dell'edizione del singolo. È stato incluso sulla compilation The Songs Lennon and McCartney Gave Away del 1971.

## Il brano
Talvolta, Paul McCartney utilizzò alcuni pseudonimi nella sua carriera di cantautore; il primo fu "Paul Ramon", utilizzato nel 1960 quando i Beatles, ancora chiamati Silver Beetles, fecero una tournée in Scozia come backing band di Johnny Gentle. Bernard Webb fu uno di quelli.
Peter Asher (il "Pete" di Peter and Gordon) era il fratello della fidanzata di McCartney, Jane Asher, per cui il beatle fornì al duo quattro pezzi: A World Without Love, Nobody I Know ed I Don't Want to See You Again, tutti e tre firmati come pezzi di Lennon-McCartney, e Woman. Quest'ultimo però non venne accreditato a nessuno dei due per vedere se riusciva ad avere successo anche oltre il binomio John-Paul. Il brano, arrivato alla 21ª posizione nel Regno Unito ed alla 14ª negli States, venne incluso in patria sull'album Peter & Gordon e negli Stati Uniti in un LP intitolato proprio Woman; ambedue i dischi sono del 1966. Nel gennaio 1969, durante le Get Back Sessions, i Beatles registrarono due volte il brano.